# Mariánský sloup (Wernstein am Inn)
Mariánský sloup ve Wernsteinu am Inn v Horních Rakousích v okrese Schärding v Innviertelu je barokní mariánská statue na sloupu, doprovázená čtyřmi anděly. Stojí na nábřeží řeky Inn před hradem. Byla vztyčena roku 1647 ve Vídni na náměstí Am Hof a do Wernsteinu přenesena bez původního podstavce v letech 1664-1666.

## Historie a autor
Císař Ferdinand III. slíbil 17. května 1645 za odvrácení útoku švédského vojska generála Torstenssona na Vídeň postavit mariánský sloup. Roku 1646 ho v pískovci vytesal sochař a kameník Johann Jacob Pock. Později byl přestěhován do Wernsteinu am Inn a z podnětu císaře Leopolda I. a císařského komoří Georga Ludwiga ze Sinzendorfu ve Vídni nahrazen replikou z  bronzu. Návrh na kamenný sokl s kuželkovou balustrádu dodali Carlo Martino Carlone a Carlo Canevale, oproti vídeňskému vzoru mají nárožní pilíře podstavce prolamované niky.

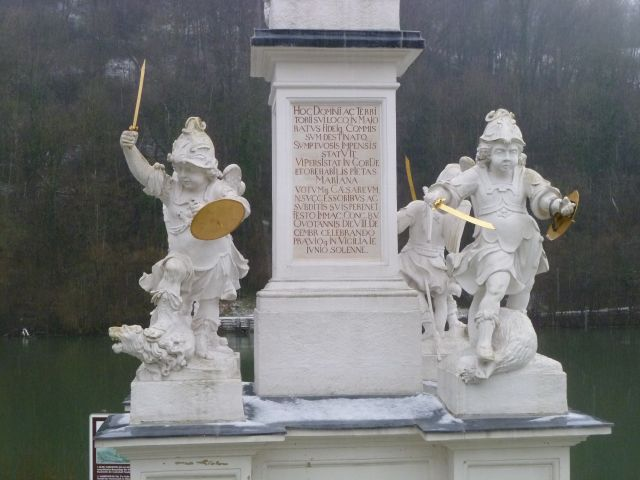
Dva putti z mariánského sloupu ve Wernsteinu

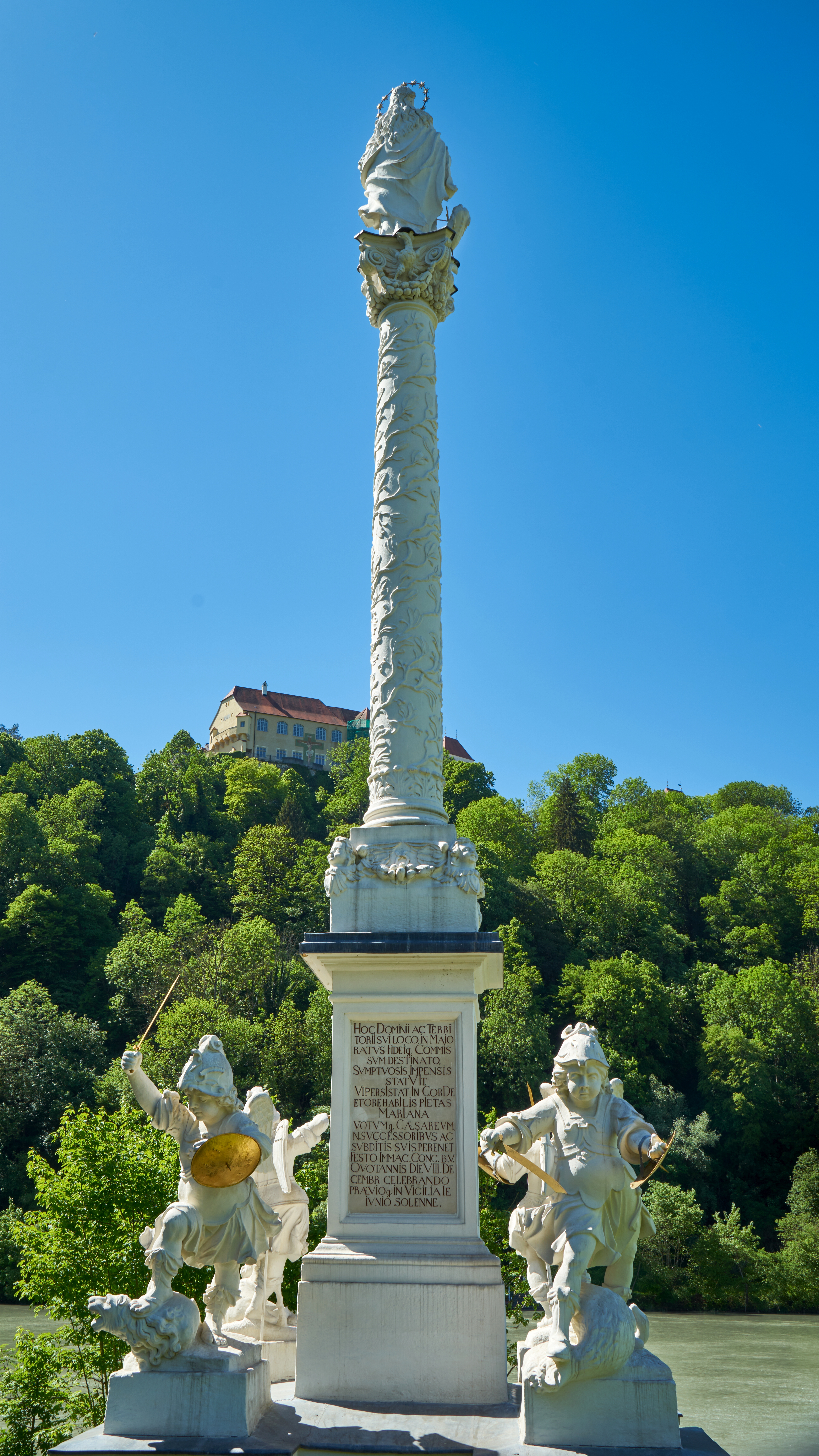
Mariánský sloup zezadu (od východu)

Mariánská socha typu Immaculata conceptio (Neposkvrněné početí) je nakročena v kontrapostu, s nohama na zemské sféře ovinuté hadem hříchu a kacířství; kolem hlavy má kovovou svatozář s 12 hvězdami, původně zlacenými; modlí se rukama sepjatýma na prsou, plášť má rozevlátý. Přestože byl jako vzor zamýšlen mariánský sloup v Mnichově se zázračnou sochou z Loreta, pro Vídeň byl zvolen protireformační typ zobrazení Immaculaty. Uprostřed má podstavec štítek s nápisy. Sloup, vysoký asi šest metrů, je vytesán z jednoho kusu pískovce a má plášť ovinutý plastickými ratolestmi vavřínu. Socha Panny Marie stojí na jeho kompozitní hlavici, zdobené ovocnými festony a rozkřídleným heraldickým orlem. Andělé jsou pojednáni jako malí putti v antikizující zbroji s přilbou, taseným mečem a kruhovým pozlaceným štítem, každý z nich šlape nohou na draka. Dva z draků mají lví hlavu s hřívou a rozevřenou tlamu. Na podstavci mezi nimi je rytý dedikační nápis v latině.
Sloup stojí na břehu Innu před románským hradem Neuburgem am Inn, z doby kolem roku 1200. Panství s hradem patřilo v 17. století prezidentovi dvorské komory a pokladníkovi císaře Leopolda I., Georgu Ludwigu von Sinzendorf, mariánský sloup získal jako zvláštní poctu. Socha i po přemístění zůstala císařským majetkem, teprve v 19. století ji zakoupilo město Wernstein.. 
V minulosti byl sloup několikrát zasažen povodní. Naposledy byl restaurován v letech 1989-1990.